# Готтфрід Кеніг
Готтфрід Кеніг (нім. Gottfried König; 24 жовтня 1921, Байройт — 29 грудня 2000, Шлірзе) — німецький офіцер-підводник, оберлейтенант-цур-зее крігсмаріне.

## Біографія
1 грудня 1939 року вступив на флот. З 1 травня по 26 жовтня 1941 року пройшов практику вахтового офіцера на підводному човні U-43, на якому взяв участь у двох походах; під час першого походу були потоплені 3 кораблі загальною водотоннажністю 8017 тонн. З 24 листопада 1941 по 28 березня 1942 року пройшов курс підводника, після чого був направлений на будівництво U-181. З 9 травня 1942 по 21 лютого 1943 року — 2-й вахтовий офіцер на U-181, на якому взяв участь в одному поході (12 вересня 1942 — 18 січня 1943), під час якого були потоплені 12 кораблів (58 381 тонна). 8-15 січня 1944 року пройшов курс позиціонування (радіовимірювання), з 16 січня по 29 лютого — курс командира човна. З 5 травня 1944 року — командир U-316. 2 травня 1945 року наказав затопити човен в рамках операції «Регенбоген». 8 травня 1945 року взятий в полон британськими військами. В липні 1945 року звільнений.

## Звання
- Кандидат в офіцери (1 грудня 1939)
- Морський кадет (1 травня 1940)
- Фенріх-цур-зее (1 листопада 1940)
- Оберфенріх-цур-зее (1 листопада 1941)
- Лейтенант-цур-зее (1 квітня 1942)
- Оберлейтенант-цур-зее (1 грудня 1943)

## Нагороди
- Нагрудний знак мінних тральщиків (1 лютого 1941)
- Залізний хрест
  - 2-го класу (2 липня 1941)
  - 1-го класу (21 січня 1943)
- Нагрудний знак підводника (28 вересня 1941)